# Master Strokes: 1978-1985
Master Strokes: 1978-1985 è un album antologico del batterista e compositore britannico Bill Bruford.
La raccolta è costituita quasi interamente da materiale tratto dai tre album in studio (1978-1980) del gruppo Bruford fondato dal batterista assieme a Dave Stewart, Jeff Berlin e Allan Holdsworth. Una sola traccia, The Drum Also Waltzes di Max Roach, è un assolo di batteria dall'album Flags (1985) realizzato da Bruford con Patrick Moraz. L'album è stato ristampato su CD nel 1994 con i brani originari in un ordine diverso e l'aggiunta di cinque tracce: tre dei Bruford e altre due di Moraz/Bruford.

## Tracce

### LP
Lato A
1. Hell’s Bells – 3:33 (Bill Bruford, Alan Gowen)
2. Gothic 17 – 5:09 (testo: Bruford – musica: Bruford, Dave Stewart)
3. Travels with Myself – and Someone Else – 6:14 (Bruford)
4. Fainting in Coils – 6:34 (Bruford)

Lato B
1. Beelzebub – 3:28 (Bruford)
2. One of a Kind – Part One – 2:20 (Bruford)
3. One of a Kind – Part Two – 4:04 (Bruford, Stewart)
4. The Drum Also Waltzes – 2:55 (Max Roach)
5. Joe Frazier – 4:46 (Jeff Berlin)
6. The Sahara of Snow – Part Two – 3:36 (Bruford, Eddie Jobson)

### CD
1. Hell's Bells – 3:32 (Bruford, Gowen)
2. One of a Kind – Part One – 2:20 (Bruford)
3. One of a Kind – Part Two – 4:00 (Bruford, Stewart)
4. Travels with Myself – and Someone Else – 6:14 (Bruford)
5. Gothic 17 – 5:07 (testo: Bruford – musica: Bruford, Stewart)
6. Palewell Park – 3:59 (Bruford)
7. If You Can't Stand the Heat... – 3:24 (Bruford, Stewart)
8. Five G – 4:41 (Berlin, Bruford, Stewart)
9. Joe Frazier – 4:43 (Berlin)
10. Living Space – 3:53 (Bruford, Patrick Moraz)
11. The Drum Also Waltzes – 2:53 (Roach)
12. Split Seconds – 4:39 (Bruford, Moraz)
13. Fainting in Coils – 6:34 (Bruford)
14. Belzeebub – 3:20 (Bruford)
15. The Sahara of Snow – Part Two – 3:30 (Bruford, Jobson)

## Musicisti
- Bill Bruford – batteria, percussioni (eccetto: CD – traccia 6)
- Jeff Berlin – basso (CD – tracce 1-9, 13-15), voce (CD – traccia 5)
- Allan Holdsworth – chitarra elettrica (CD – tracce 1-4, 7, 8, 13-15)
- Dave Stewart – tastiere (CD – tracce 1-9, 13-15)
- John Clark – chitarra elettrica (CD – tracce 5, 9)
- Patrick Moraz – pianoforte (CD – tracce 10, 12)